# Obioma Nnaemeka
Obioma Nnaemeka (Agulu, 28 d'octubre del 1948) és una professora universitària nigeriana que viu als Estats Units.

## Trajectòria
Es va llicenciar en la Universitat de Nigèria de Nsukka. Hi cursà estudis africans, francés i alemany. El 1989 va obtenir un doctorat en estudis francesos i francòfons en la Universitat de Minnesota. El 2017, és professora de francés, estudis feministes i estudis africans en la Universitat d'Indiana- Universitat de Purdue, a Indianapolis.
En la Universitat de Minnesota, Nnaemeka és presidenta de l'Associació d'Estudiants de Nigèria, i fundadora i presidenta de l'Associació de Dones Universitàries Africanes. També és presidenta del Jessie Obidiegwu Education Fund, una ONG dedicada a l'educació de dones i xiquetes a Àfrica. A vegades ha sigut consultora per a les Nacions Unides i el Banc Mundial.

### Recerques
Obioma Nnaemeka ha fet estudis sobre escriptores negres, com ara Mariama Bâ, sobre teories feministes, literatura francòfona, obres orals i escrites d'Àfrica i la diàspora africana, estudis de gènere i drets humans. Abans d'arribar a la Universitat d'Indiana, ensenyava en la Universitat de Nigèria de Nsukka i també en la Universitat de Wooster, a Ohio. És crítica de cultura per al departament francés del servei internacional de Ràdio Holanda a Hilversum. També és membre de la junta del Centre de Lideratge de Dones Globals de l'Escola de Negocis Leavey.
És la creadora del concepte de "negofeminisme", una concepció del feminisme africà en què es realitzen millores mitjançant processos de negociació, respectant les estructures familiars tradicionals. És per això que critica el que considera una intrusió irrespectuosa de les feministes occidentals en les modalitats de tractament de la violència infligida a les dones africanes, com la mutilació genital. Demana una redefinició del feminisme per part de les dones africanes, en els seus propis termes, tot reintroduint-hi les qüestions de l'ètnia.

## Publicacions
- Obioma Nnaemeka, eds. Female Circumcision and the Politics of Knowledge:African Women in Imperialist Discourse. Westport: Praeger Press, 2005.
- Obioma Nnaemeka, Theorizing, Practicing, and Pruning Africa’s Way, Vol. 29, No. 2, Development Cultures: New Environments, New Realities, éditrices: Françoise Lionnet, Obioma Nnaemeka, Susan H. Perry, Celeste Schenck (Winter 2004), p. , The University of Chicago Press, DOI: 10.1086/378553.[11]
- Obioma Nnaemeka, Sisterhood, Feminisms and Power in Africa: From Africa to the Diaspora, Africa World Press, 1998 - 513 pagesISBN.[12]